# Pacsa
Pacsa je město v Maďarsku v župě Zala. Spadá pod okres Zalaegerszeg, ale je bývalým správním střediskem bývalého okresu Pacsa. V roce 2015 zde žilo 1630 obyvatel, většina z nich jsou Maďaři.
Město se nachází asi 19 km západně od Keszthely a 26 km jihozápadně od Zalaegerszegu.
Město se skládá ze tří částí, do nichž se řadí větší Pacsa a menší Pacsatüttös a malá část Adorjánháza.
Město leží na silnicích 75 a 7527. Je silničně spojeno se sídly Dióskál, Felsőrajk, Gétye, Misefa, Nemesrádó, Szentpéterúr, Zalaapáti, Zalaigrice, Zalaszentmárton a Zalaszentmihály. Pacsou protékají taktéž dva malé, nepojmenované potoky. U Pacsy se nachází malá vodní nádrž, ta je ale taktéž nepojmenovaná.
V Pacse se nachází kostel svatého Jana Křtitele.